# He 277 (航空機)
ハインケル He 277
- 用途：戦術爆撃機
- 製造者：ハインケル
- 運用者：ドイツ空軍
- 運用状況：計画のみ

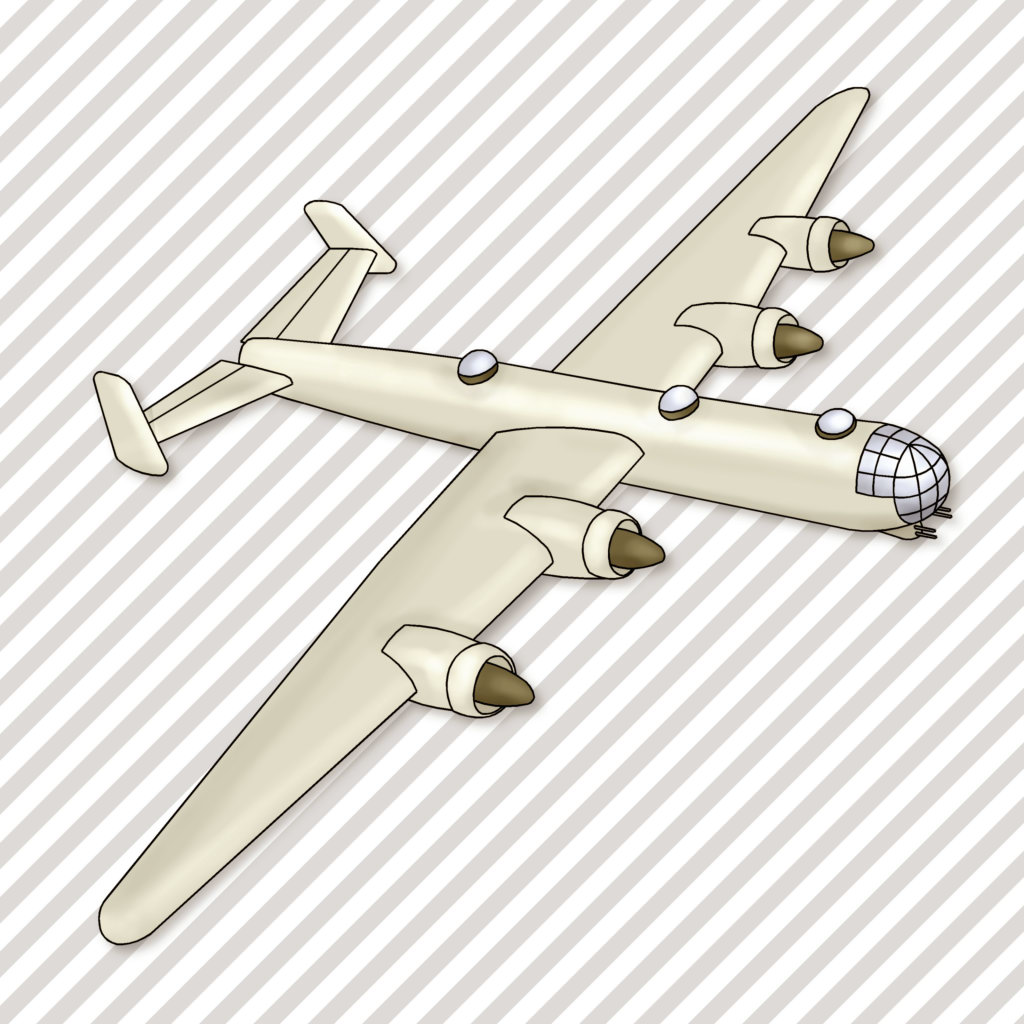
Heinkel He 277

ハインケルHe 277は4発エンジンを持つ長距離重爆撃機として第二次世界大戦中に設計され、ドイツ空軍によって生産される予定だった、He 177の派生機である。He 177との主な違いとしてエンジン配置があげられる。He 177が出火やオーバーヒートが多発したダイムラー・ベンツDB 606エンジン(ダイムラー・ベンツ DB 601エンジンを2つ連結して作られている)を2つ搭載しているのに比べ、He 277は4つのBMW 801E(14本のシリンダを持つ星形エンジン)の使用を前提として設計された。戦争後期の悪化したドイツ航空産業の状況と航空機製造設備の不足、他社の設計した長距離爆撃機との競作の結果、この機体は量産されることはなかった。

## "He 177B" と He 277 の論争
戦後発行された多くの航空機の歴史に関する書籍や雑誌の多くでは、下記の様に記述されている。
| 「 | 第二次世界大戦初期の段階で、エンジンとして戦前に選定された結合エンジンのDB 606の問題によってHe 177Aの開発計画は暗礁に乗り上げていた。しかしヘルマン・ゲーリング国家元帥はエルンスト・ハインケルにHe 177Aの機体を通常の4発エンジンの状態(つまり「He 277」を設計すること)で開発する事を禁止していた。そのため、ハインケルがこの問題をアドルフ・ヒトラーに直接話しに行くまで認可されることはなかった。この時、ヒトラーはHe 177の別々のエンジンを持つ改良型を「He 277」と呼称することを認可しただけでなく、ゲーリングにこの計画に対して発言することを禁止した。それ以前まではハインケルはゲーリングやドイツ航空省(RLM)をあざむく偽装計画として「He 177B」と称して設計を行っていた。 | 」 |

しかしながら、1942年の8月のゲーリング自身による報告書では、先ほどの話と矛盾した部分がみられる。ゲーリングの報告書によるとゲーリングはHe 177Aは4基の独立したエンジンを持つべきと考えているように見える。そしてさらに連結エンジンに対し「まるでエンジンを溶接しているようだ」と揶揄している。また、He 177Aの開発で直面しているエンジンの問題に関して、ゲーリングは本当の4基のエンジンのハインケル製の重爆撃機が開発され、生産されることを切望していると記述されている。
戦後に発行された航空機の書籍での"He 177B"/He 277 論争に関する根拠の一つとして以下のものがあげられる。1943年2月(ゲーリングがエンジンに対する苦情の報告書をまとめた6ヶ月後)にRLMがまとめたHe 177の開発計画に関する書類の記載事項にA-5重爆撃機、A-6高々度爆撃機、A-7長距離爆撃機、および"He 277"が記述されている点である。
He 177Aが連結エンジンを必要としたのは最高時速600km/h以上を達成する為にハインケル側から提案されたが、その事が遠因となり急降下爆撃能力が要求された。このことに関してハインケルは激しく口論し、1943年2月にRLMによって承認される5ヶ月前にゲーリング自身が急降下爆撃能力の要求を撤回している。そしてハインケルはすぐにHe 177Bの研究を始めている。少なくとも1943年の夏の終わり頃には個別の4基のエンジンを持つHe 177Aの発展型はB型と名付けられた。この時、ハインケルの公式な書類にはオリジナルのHe 177の開発としてHe 177Bの開発の認可がRLMからおり、He 277爆撃機設計プロジェクトとは完全に分けて進められていたと考えるべきである。

## He 277の設計の特徴
ハインケル社がHe 277のために設計した「Typenblatt」は、重爆撃機の設計としては優秀なものであった。133のm~2の翼面積で高翼設計、離昇出力1,471kW(1,973hp)の4つのBMW 801Eのエンジンを搭載、従来通りの引き込み式、もしくは首脚と2輪の主脚の着陸装置が計画されており、主脚はエンジンナセルに収納される。また、曲線のガラスで整形された視界のよいコクピットは"greenhouse" （温室）と呼ばれ、機首から胴体の上、エンジンカウルの前あたりまであり、側面は胴体と同じように平たく整形されており、これは一回り小さいHe 219夜間戦闘機に似たラインでまとめられていた。また、2枚の尾翼によって空力的な安定性を確保していた。
He 277は防御機銃として以下のものを装備する予定であった。機首下側に遠隔操作の「チンターレット」(顎銃塔)に2連装の20mmMG 151/20機関砲。これは元々はHe 177B型に作られたものを流用する予定だった。背部には2連装の20mmMG 151/20機関砲を搭載する銃塔が2つあり、腹部にある銃塔は機体後方を防御するように設置され、爆弾倉をはさんだ反対側には2連装の20mmMG 151/20機関砲機関砲を装備。尾部銃塔には4連装の13mmMG 131機関銃を装備していた。

## 競争する爆撃機設計
He 277の設計期間中、エルンスト・ハインケルは他の重爆撃機との開発競争に追われていた。またこれらの機体はいずれも巨大な4発の機体で重爆撃機として性能は保証されていた。競争相手とはフォッケウルフ社のFw 300(後にはTa 400)、ユンカース社のJu 390、メッサーシュミット社のMe 264、そしてハインケル自身の設計のHe 177の発展型で4発機のHe 274である。
He 277の最初の設計はライセンス生産を可能とする「生産性重視」の設計になっていた。これは、ドイツの限られた航空機生産設備で「アメリカ爆撃機計画」の要件を満たす最良の長距離爆撃機を供給可能とするための設計であった。He 277がこういった量産を考慮した設計に挑戦するには、先述の競争相手でもあったMe 264の存在がそのいい機会となった。Me 264は特注の長距離爆撃機で、1942年の12月後半には4基のエンジンを搭載した試作機が既に飛行試験を行っていた。4発機であるMe 264の開発・組み立てには、戦略上重要な資源を大量に必要とした上、さらによりよい性能が見込まれているTa 400とHe 277があったため、1943年5月に中止されていた。
ヨーロッパ戦線へアメリカが参戦してきたために、ドイツ空軍は重武装の長距離爆撃機が必要となった。しかし、1,120kW(1,500hp)クラスのエンジン4発の爆撃機では十分な成果を見込むことは難しく思われた。ヨーロッパからアメリカへ十分な量の爆弾を搭載して爆撃に行き、安全に帰還する為の防御武装を十分に装備させるには同じクラスのエンジンの6発の戦略爆撃機が必要と判断された。この新事実を知ったメッサーシュミット社は6発機の"Me 264B"のペーパープランを提示した。それはMe 264のウィングスパンを47.5mに拡大し、既存の4基のエンジンの外側に2基のBMW 801エンジンを搭載したものであった。
1943年3月になって、フォッケウルフ社もその事実に基づいて元々4発機として設計されたFw 300爆撃機の6発機型を設計している。この機体はTa 400より先進的な設計になっており、1943年10月に提案された。この6発機はHe 277と同じエンジンを使用していた。
ユンカース社の6発機Ju 390は、戦争初期に旅客機に使用されていたJu 90と海上哨戒爆撃機のJu 290を発展させたものだった。それらもHe 277と同じエンジンを使用していた。
Me 264とJu 390は試作機が作られただけで実戦には参加しなかった。またHe 274は高高度での運用を前提とされていたので、競合するのは唯一自社のHe 277だけだった。He274の生産は1941年の終わりまでフランスのファルマン工場社（SAUF）に外部委託されていた為、ハインケル社自体はHe 277のように他のプロジェクトに注力できる体制になっていた。

## He 277計画の終焉
1943年7月、唯一デザインコンペで残ったHe 277はRLMから試作機の製造を認可された。しかし、1944年の4月前半、戦況はドイツ側が不利になっており、防御用の戦闘機の開発が最優先とされ、RLMはHe 277の開発を停止させた。He 277は部分的に製作が進んでいたが後に破棄された。

## スペック
(He 277B-5)
- 乗員： 7名
- 全長： 23.00 m
- 全幅： 40.00 m
- 全高： 6.66 m
- 翼面積： 133.00 m2
- 空重量： 21,800 kg
- 最大離陸重量： 44,500 kg
- エンジン： BMW 801E  空冷星型 1,492 kW (1,973 hp) × 4
- 最大速度： 570 km/h (6,100m)
- 巡航速度： 460 km/h
- 上限高度： 15,000 m
- 航続距離： 6,000 km (最大)
- 武装
  - 20mmMG 151/20機関砲 × 2 (機首下のチンターレット)
  - 20mmMG 151/20機関砲 × 4 (背部銃塔[前と後])
  - 20mmMG 151/20機関砲 × 2 (腹部銃塔)
  - 13mm MG 131機関銃 × 4 (尾部の4連装銃塔)
  - 爆弾 3,000 kg